# Christopher Hyde
Christopher Hyde (n. 26 mai 1949, Ottawa, Ontario, Canada) este un scriitor canadian de thriller. 

## Opere
- The Wave (1979)
- Styx (1982)
- The Icarus Seal (1982)
- The Tenth Crusade (1983)
- Maxwell's Train (1984)
- Whisperland (1986)
- Jericho Falls (1986)
- Crestwood Heights (1988)
- Egypt Green (1989)
- White Lies (1990)
- Hard Target (1991)
- Black Dragon (1992)
- The Paranoid's Handbook (1994)
- A Gathering of Saints (1996)
- The Second Assassin (2002)
- Wisdom of the Bones (2003)
- The House of Special Purpose (2004)
- An American Spy (2005)